# Schlag (Dresden)

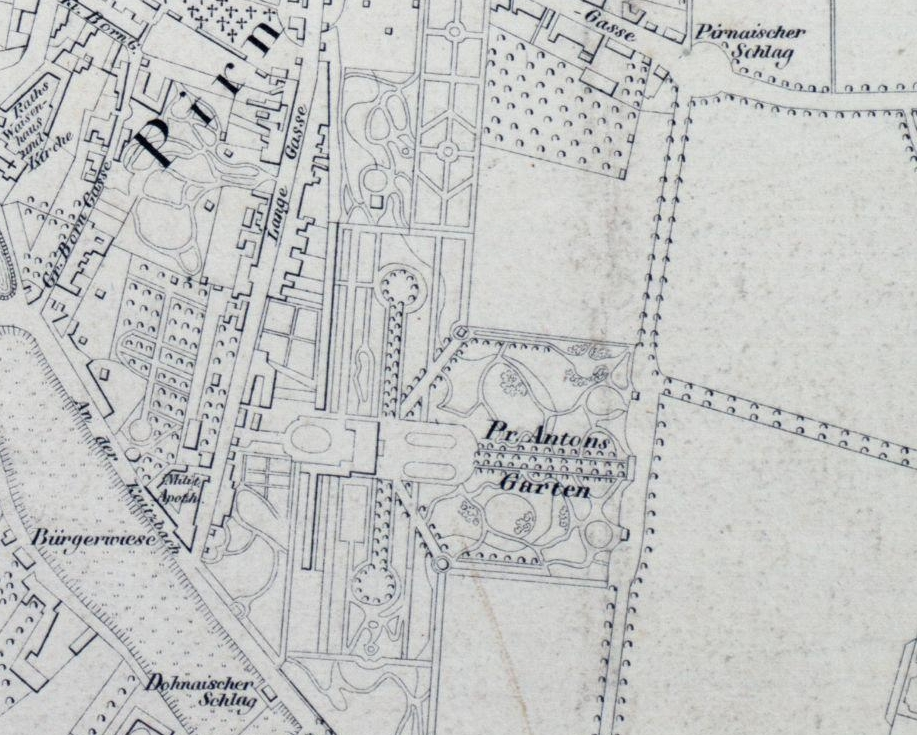
Der Dohnaische und der Pirnaische Schlag auf einem Stadtplanausschnitt von 1828

Als Schlag (Mz. Schläge) wurden in Dresden jene Teile der Vorstädte bezeichnet, die zwar baulich noch zu deren Gebiet gehörten und auch innerhalb der Weichbildgrenze der Stadt lagen, jedoch ihrerseits den Übergang zwischen der (vor-)städtisch geprägten Bebauung und der ländlichen Umgebung bildeten. Sie leiteten sich ab von den errichteten Schlagbäumen, die seit dem frühen Mittelalter selbst als Schläge bezeichnet wurden. Der Begriff wurde 1577 mit dem Ziegelschlag erstmals urkundlich erwähnt und bekam ab 1703 mit der Einführung der Generalkonsumtions-Akzisesteuer eine besondere Bedeutung. In der Folge übertrug er sich mehr und mehr auf die angrenzenden Vorstadthäuser und -gebiete: Bezeichnungen aus dem Mittelalter wurden dadurch verdrängt (und sind heute vergessen), der Begriff Schlag für diese Teile des Dresdner Stadtgebietes verschwand erst Mitte des 20. Jahrhunderts nach der Zerstörung Dresdens 1945 aus dem Sprachgebrauch.

## Geschichte
Dass die Mauern und Stadttore Dresdens in den 1420er Jahren (vor allem 1427 und 1428) eine zusätzliche Außenmauer und zwischen beiden einen Zwinger erhielten, ist genauso belegt, wie eine Vorsicherung (Vorburgen) der Stadttore auf der anderen Seite des Grabens, die als tarras (= Terrasse, Erdwerke) oder slege (= Schläge, Schlagbäume), letztere seit 1454 urkundlich nachweisbar sind. Der Ausbau dieser Vortoranlagen wurde erstmals 2003 konkret nachgewiesen, als bei Ausgrabungsarbeiten am Neumarkt eine solche Vorburg vor dem ehemaligen Frauentor entdeckt wurde. Auch, wenn mit dem Neubau der Stadtbefestigung ab 1530 diese Vorburgen verschwanden, hielt sich der Begriff slac (Mz. slege), wurde nunmehr aber für die vor den Stadttoren angebrachten Schlagbäume gebraucht, an denen die ortsüblichen Abgaben („Marktpfennig“, Tranksteuer usw.) entrichtet werden mussten. Dabei stammt die älteste urkundliche Erwähnung, der des „Ziegelschlages“ am um 1590 zugemauerten Ziegeltor, aus einer Urkunde von 1577, als die Privilegierte Bogenschützen-Gesellschaft zu Dresden aus der späteren Wilsdruffer Vorstadt auf die „Wiese vor dem Ziegelschlage“ umziehen musste.

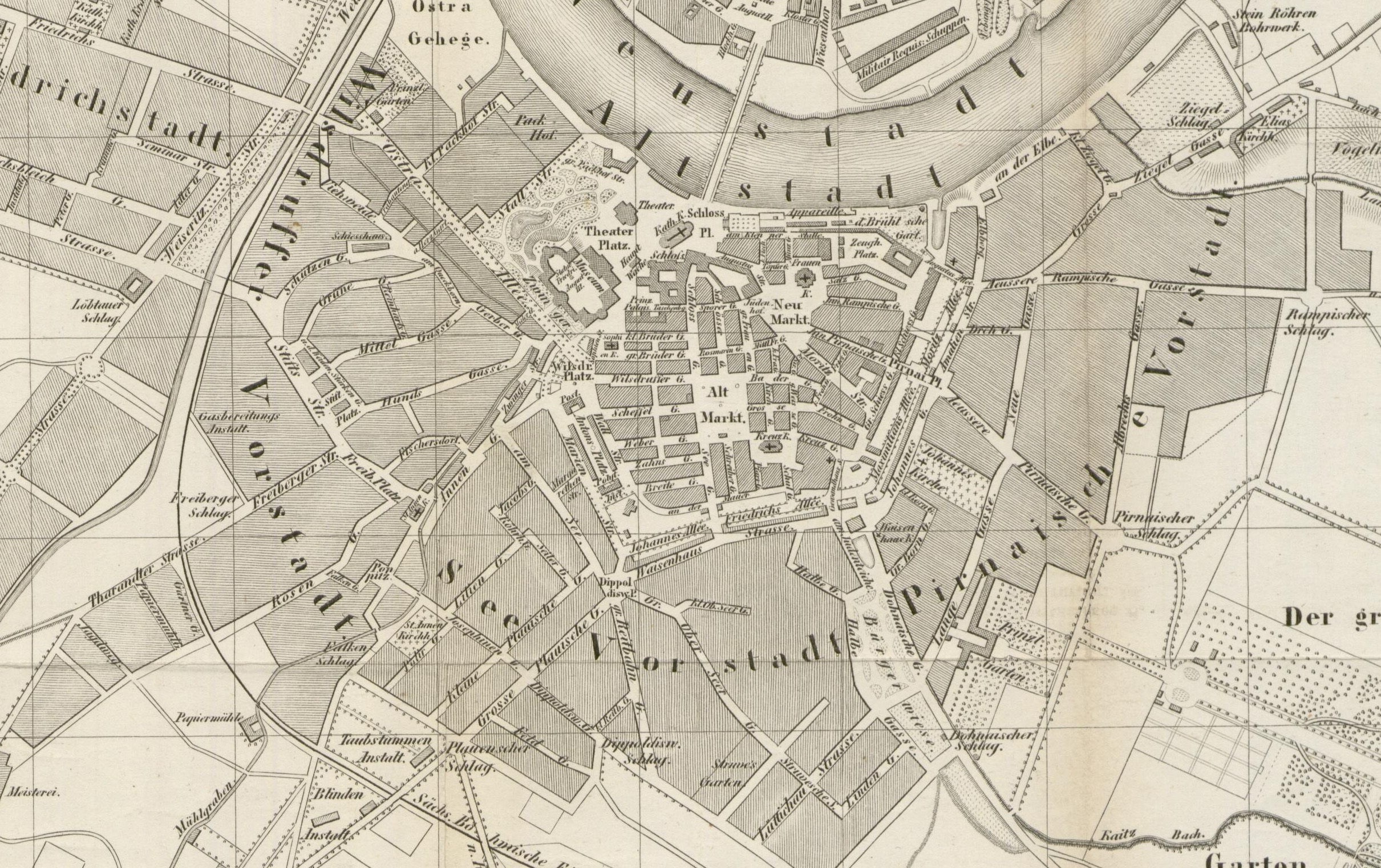
Die Schläge auf Altstädter Seite 1849

Eine völlig andere Bedeutung erhielt der Begriff Schlag im Stadtgebiet, als 1703 unter Kurfürst Friedrich August I. (genannt: August der Starke) die Generalkonsumtions-Akzisesteuer eingeführt wurde, eine Art (und Vorgänger) der Umsatzsteuer, die eine unterschiedliche Besteuerung von bewohnten und nicht bzw. dünn besiedelten Gebieten vorsah. Die kursächsische Verwaltung errichtete daher in den Dresdner Gemeinden, die vor der Stadtmauer lagen (das Weichbild Dresdens war 1554 bedeutend erweitert worden) für die steuerliche Grenze am Ende des baulich zusammenhängenden Gebietes 1704 an allen Ausfallstraßen einen Schlagbaum, einen Schlag. Er erhielt im Allgemeinen die Bezeichnung der Richtung der jeweiligen Straße, wie „Dohnaer“ bzw. „Dohnaischer Schlag“ oder „Freiberger Schlag“. Ausnahmen waren die Schläge ins Ostragehege und in der südöstlichen Seevorstadt (auch als „blinde Schläge“ bezeichnet) und der an dem Weg nach Blasewitz, der die Bezeichnung Ziegelschlag übernahm. Die „Schläge“ waren nachts heruntergelassen, tagsüber mit Posten besetzt, die den Schlag anhoben, wenn die Steuer (im allgemeinen Sprachgebrauch auch „Marktgeld“ genannt) entrichtet worden war.
Diesem folgten schließlich feste Gebäude, sogenannte Einnehmerhäuser, in dem der Einnehmer, d. h. der Steuerbeamte sowie die ihm zugeordneten Wachen ihren Sitz hatten und die bis 1721 errichtet wurden. Nach 1740 ist nachweisbar, dass sich die Bezeichnung Schlag mehr und mehr auf die den Schlagbaum umgebenden Gebäude übertrug, nunmehr wurde das gesamte dort liegende Areal als Schlag bezeichnet.
Die Verordnung, die Organisation der Verwaltungsbehörden für indirekte Staatsabgaben betreffend vom 10. Dezember 1833 brachte zwar zum 1. Januar 1834 die Abschaffung der Generalkonsumtions-Akzisesteuer (und die Aufhebung aller damit verbundenen Behörden), jedoch nicht die vollständige Abschaffung der Schlagbäume: Ab dem Ende des 18. Jahrhunderts wurde das Chausseegeld, eine Art Straßenbenutzungsgebühr, eingeführt, für deren Erhebung wiederum die Einnehmer ebenfalls zuständig waren. Mit diesem (re-)finanzierte der Staat die Verbesserung der Straßenverhältnisse. Erst am 24. Juni 1884 wurde per Gesetz die Aufhebung der Brücken- und Chausseegelder im Königreich Sachsen zum Ende des Jahres 1885 beschlossen, so dass erst jetzt die letzten Schlagbäume entfielen. Die dort liegenden Stadtviertel behielten jedoch ihre (inoffiziellen) Namen, deren Verwendung (wenngleich nicht alle bekannten Namen, nachweisbar sind vor allem Ziegelschlag, Falkenschlag, Freiberger Schlag und Löbtauer Schlag) ist praktisch bis zur Zerstörung Dresdens 1945 in der Literatur nachweisbar (siehe zum Beispiel Paul Dittrichs Zwischen Hofmühle und Heidenschanze – Geschichte der Dresdner Vororte Plauen und Coschütz aus den Jahren 1940 und 1941).

## Environweg
Um Steuerbetrug zu verhindern, umgab man ab 1710 die Schläge und Teile der Vorstädte zusätzlich mit Palisaden. Damit sollte verhindert werden, dass diese umgangen oder umfahren werden.
Auf Befehl König Antons wurde 1823 ein Umgehungsweg (damals bezeichnet als Environ-Weg, später 1. Environweg), errichtet, der die Schläge außerhalb des Steuergebietes verband, und der es ermöglichen sollte, durchgehenden Waren, die nicht für die Stadt bestimmt waren, ohne Entrichtung der Steuer zu befördern. Dieser Weg beinhaltete Teile des späteren 26er Rings: Ammonstraße, Sidonienstraße und Güntzstraße gehören dazu. Er wurde bis 1850 fertiggestellt.

## Liste der als „Schlag“ bezeichneten Stadtgebiete in Dresden
Nach dem ersten Adressbuch Dresdens (Dresden zur zweckmäßigen Kenntniß seiner Häuser und deren Bewohner) gab es 1797 folgende Schläge (alphabetisch geordnet):
- blinder Schlag in der Friedrichstadt
- blinder Schlag in der Pirnaischen Vorstadt
- Dippoldiswaldaer Schlag (nach der Stadt Dippoldiswalde)
- Dohnaer Schlag (nach der Stadt Dohna)
- Falkenschlag (nach dem dort befindlichen Falkenhof benannt)
- Freiberger Schlag (nach der Stadt Freiberg)
- Libtauer Schlag (sic, richtig wäre: Löbtauer Schlag)
- Ostraschlag (nach dem Ostragehege)
- Pirnaischer Schlag (nach der Stadt Pirna)
- Prießnitzer Schlag (sic, richtig wäre Briesnitzer Schlag)
- Rampischer Schlag (Rampische Straße nach Ramwoltitz)
- Ziegelschlag (benannt nach den dort befindlichen Ziegeleien)

Als Schläge vor dem eigentlichen Stadtgebiet können von Ost nach West in der ersten Hälfte des 19. Jahrhunderts auf Altstädter Seite verzeichnet werden, in Klammern etwa die Lage im heutigen Stadtgebiet:
- Ziegelschlag (Ziegelstraße, gelegen etwa am westlichen Ende des Eliasfriedhofes)
- Rampischer Schlag (heutige Pillnitzer Straße, Höhe St. Benno-Gymnasium)
- Pirnaischer Schlag (die bis 1945 existierende Pirnaische Straße an der Kreuzung mit der Blüherstraße, der heutige Straßenzug mündet etwas weiter südlich ein)
- Dohnaischer Schlag (eingezogene Straße An der Kaitzbach, nur als Straßenkörper nördlich der Bürgerwiese erkennbar, in etwa gegenüber dem Punkt, wo der (südlich durchgehende) Straßenzug „Bürgerwiese“ in „Parkstraße“ umbenannt wird)
- Dippoldiswalder Schlag (Teil der heutigen Seevorstadt-West und weitestgehend unbebaut)
- Plauischer Schlag (am späteren Plauenschen Platz, heute devastiert)
- Falkenschlag (zunächst am Sternplatz / Einmündung Maternistraße (am Falkenhof), die stadtauswärts führende Straße hieß Vor dem Falkenschlage, später versetzt an den Beginn der Zwickauer Straße und Vor dem Falkenschlage umbenannt in Falkenstraße (noch heute so))
- Freiberger Schlag (Gebiet um die Freiberger Straße zwischen Ammon- und Rosenstraße, devastiert)
- Löbtauer Schlag (Areal südlich Weißeritz- und Schäferstraße, Höhe Stadthaus Friedrichstadt)
- Schäferschlag (auch Briesnitzer Schlag, Gebiet um Schäfer- und Waltherstraße der Friedrichstadt, Kreuzung Schäfer-/Waltherstraße, die stadtauswärts führende Hamburger Straße trug den Namen Vor dem Briesnitzer Schlage)
- Ausgang zum Ostragehege (Kreuzung Schlachthofstraße/Magdeburger Straße)
- Ostrawiesen-Schlag (Kreuzung Packhof-/Devrientstraße)

Auf Neustädter Seite waren es von Süd nach Nord:
- Elbeschlag (südlich des Hotel Bellevue, sicherte eine Anlandungsstelle ab)
- Leipziger Schlag (die 1827 errichteten Torhäuser Leipziger Tor wurden auch als „Akzisehäuser“ bezeichnet)
- Bautzner Schlag (Bautzner Straße / Albertplatz, genaue Lage unbekannt)